# Enotris Johnson
Auf Enotris Johnson sind bei der Library of Congress und der Broadcast Music Incorporated Co-Autorenschaften für die drei Rock-’n’-Roll-Songs Long Tall Sally, Miss Ann und Jenny, Jenny registriert. Zur genauen Identität von Enotris Johnson gibt es in der Literatur und im Internet unterschiedliche Angaben.

## Hintergrund
Zwischen 1955 und 1957 stand der amerikanische Rock-’n’-Roll-Musiker Little Richard beim kalifornischen Independent-Label Specialty Records und dessen Musikverlag Venice Music unter Vertrag. Seine Aufnahmen, die vor allem in Cosimo Matassas J&M-Studio in New Orleans entstanden, wurden von Bumps Blackwell produziert.
Little Richard schrieb nur einen Teil seiner Songs selbst, weitere Songs wurden von ihm gecovert oder exklusiv von Songwritern für ihn geschrieben. Bei einigen seiner Songs teilt er sich unter seinem bürgerlichen Namen Richard Penniman die Autorencredits mit Blackwell oder weiteren Songwritern. Die genauen Anteile an den Kompositionen und Texten lassen sich aus den Einträgen in einschlägigen Datenbanken nicht erschließen. Auch das Einkaufen von Autorenanteilen in Songs per Cut-In war zu dieser Zeit nicht ungewöhnlich.

## Werk
Auf Enotris Johnson sind drei Titel Little Richards registriert sowie mehrere Adaptionen dieser Songs.
- Long Tall Sally (Blackwell, Penniman, Johnson), Erstaufnahme am 29. November 1955 als The Thing,[3] Copyright-Eintrag am 8. März 1956 zuerst nur für Johnson
- Miss Ann (Penniman, Johnson), Erstaufnahme im November 1955,[3] Copyright-Eintrag am 8. März 1957
- Jenny, Jenny (Penniman, Johnson), Erstaufnahme am 15. Oktober 1956,[3] Copyright-Eintrag am 8. März 1957

Hinzu kommen bei der BMI die drei Titel Eating and Sleeping, I’m Your Best Bet, Baby und (Til I Say) Well Done, deren Copyrights von der Library of Congress allerdings deren Interpreten Earl King als Kompositionen zugeordnet werden, dessen bürgerlicher Name „Earl Silas Johnson IV“ bei der Autorenangabe auf seinen Specialty-Singles ebenfalls mit „E. Johnson“ abgekürzt wird.
Enotris Johnson erhielt für das Jahr 1956 einen Songwriter-Award des Billboard Magazins und für Long Tall Sally und Jenny, Jenny je einen BMI-Award.

## Enortis Johnson aus Appaloosa/Opelousas/Bogalusa

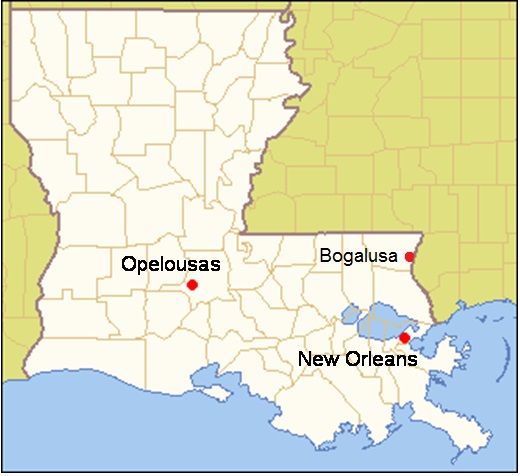
Die Lage von Opelousas und New Orleans in Louisiana

Nach den Ausführungen von Bumps Blackwell anlässlich der autorisierten Biografie The Life and Times of Little Richard von Charles White aus dem Jahr 1984 war Johnson ein etwa 16- oder 17-jähriges Mädchen, das von Appaloosa, Mississippi, nach New Orleans gelaufen war, um Little Richard einen Song anzubieten, um von den Einnahmen ihre kranke Tante versorgen zu können. Als Vermittlerin trat die lokale Radiogröße „Honey Chile“ auf, der Blackwell die Bitte um Hilfe schwer ausschlagen konnte. Allerdings bestand der Song zu diesem Zeitpunkt nur aus drei Textzeilen, die Blackwell mit Little Richard zuerst zu The Thing und dann zu Long Tall Sally ausarbeitete.
Doch buchstabiert die Biografie den Vornamen des Mädchens falsch und vertauscht das „r“ und „t“, so dass der Name „Enortis“ lautet. Unklar ist auch der Wohnort des Mädchens, da ein Ort namens Appaloosa, Mississippi nicht existiert und auch die Korrektur der dritten Ausgabe der Biografie zu „Opelousas, Mississippi“ fehlleitet, da Opelousas in Louisiana liegt. Weiter bleibt in dieser Version der Geschichte unerwähnt, wie das Mädchen zur Koautorschaft von Jenny, Jenny und Miss Ann kam.
Die Veranstalter des Bogalusa Blues & Heritage Festivals berichteten in einem Nachruf vom „Geheimnis“ einer Mrs. Enotris Johnson (3. Oktober 1935 in Hammond, Louisiana – 2. August 2015 in Bogalusa), die seit September 1956 mit einem Pfarrer in Bogalusa verheiratet gewesen war und aus Rücksicht auf dessen Profession ihre frühen Erfolge in der Popbranche über Jahrzehnte verschwiegen habe. Verwandte der Verstorbenen hätten bestätigt, dass Johnson Songwritertantiemen bezogen habe.

## Enotris Johnson aus Macon, Ehemann von Ann Johnson
Nach der Harmony Illustrated Encyclopedia of Rock in ihrer vierten Auflage von 1983 und ihr folgend Eugene Chadbournes Artikel im Allmusic-Guide war Enotris Johnson ein Mann aus Little Richards Heimatstadt Macon, Georgia, der mit seiner Ehefrau Ann Johnson Richard Penniman und weitere Kinder aufgezogen hatten. Aus Dankbarkeit habe Little Richard seinem „Adoptivvater“ Enotris Johnson Koautorenrechte für die drei Kompositionen eingeräumt. In einem widersprechenden Nachruf war es die Clubbesitzerin Ann Grace Fellows Howard, die mit dem „Tic Toc Club“ die erste Schwulenbar der Stadt führte, und Little Richard als Teenager Unterkunft bot, weil dieser aufgrund seiner sich andeutenden Homosexualität das Elternhaus verlassen musste. Der Song Miss Ann sei ihr gewidmet. Ihr Ehemann wird mit dem Namen Johnny Howard vorgestellt.

## Enotris Johnson aus Macon, Ehemann von Liva Mae Penniman
In der 2020 veröffentlichten Biografie The Big Life of Little Richard verwirft der Autor Mark Ribowski die bisherigen Zuordnungen des Namens. Blackwells Geschichte des Mädchens „Enotiris Johnson“ sei unglaubwürdig, da es im Raum New Orleans zu dieser Zeit keine DJ namens „Honey Chile“ gegeben habe. Außerdem wären die Charaktere „Aunt Mary“ und „Uncle John“ aus Long Tall Sally von Personen aus Little Richards Nachbarschaft in Macon inspiriert. Vielmehr handele es sich bei Enotris Johnson um den zweiten Ehemann von Little Richards Mutter Liva Mae Penniman, den sie kurz nach dem gewaltsamen Todes von Richards Vater Bud heiratete und der Liva Maes Kinder adoptierte. Zusammen seien sie 1957 in das geräumige Haus im Raum Los Angeles gezogen, welches Little Richard für seine Familie nach seinen ersten Erfolgen gekauft hatte. Die Autorencredits von Long Tall Sally, Jenny Jenny und Miss Ann habe Little Richard seinem Adoptivvater demnach geschenkt. Miss Ann referiere auf Ann Grace Fellows Howard, ohne dass ein Ehemann namens „Enotris“ zu unterstellen sei.